# ALFEE A面 コレクション
『ALFEE A面 コレクション』（アルフィー・エーめん・コレクション）は、1983年7月21日発売に発売されたALFEE初のベスト・アルバム。

## 概要
本作発売当初は1979年、キャニオンから再デビュー後のシングルA面全曲収録して、カセットテープで発売された。
その後、1985年に収録曲を入替（曲数同じ）の上、CDで『ALFEE B面 コレクション』と共に再発された。

## 収録曲

### カセット・テープ
A面
1. ラブレター
2. 踊り子のように
カセット・テープのみ収録。
3. 星降る夜に…
カセット・テープのみ収録。
4. 冬将軍
5. 無言劇
6. 美しいシーズン
7. 恋人になりたい
カセット・テープのみ収録。

B面
1. 宛先のない手紙
2. 通り雨
カセット・テープのみ収録。
3. 泣かないでMY LOVE
4. SUNSET SUMMER
5. 別れの律動
6. 暁のパラダイス・ロード
7. メリーアン

### CD
1. ラブレター
2. 冬将軍
3. 無言劇
4. 美しいシーズン
5. 宛先のない手紙
6. 泣かないでMY LOVE
7. SUNSET SUMMER
8. 別れの律動
9. 暁のパラダイス・ロード
10. メリーアン
11. 星空のディスタンス
CDのみ収録。
12. STARSHIP -光を求めて-
CDのみ収録。
13. 恋人達のペイヴメント
CDのみ収録。
14. シンデレラは眠れない
CDのみ収録。